# Rudolf Koreska
Rudolf Johann Koreska (28. maj 1907 i København – 14. november 1987 i Kokkedal) var en dansk låsesmed, forretningsmand og virksomhedsgrundlægger. Han var manden bag Ruko-låsen og Reska møbler.
I 1922 fik Rudolf Koreska ansættelse som kontor- og handelslærling hos Københavns Låsefabrik til 25 kr. om måneden. Hans verdensry blev slået fast i 1930, da han opfandt en låsemekanisme, der i kvalitet overgik alle gængse låsesystemer. Låsen var så god, at selv kriminalpolitiet fandt anledning til at opfordre offentligheden til at sikre deres boliger med Ruko-låse. Koreska tjente godt på sin opfindelse og leverede bl.a. låse til Gutenberghus. Familien Koreska fik råd til at købe hus i Kongens Lyngby. Under besættelsen arbejdede han hårdt i et lille kælderlokale i København, der husede hans nu internationale låsefabrik med 2-300 ansatte. 
På sin karrieres foreløbige højdepunkt gik det imidlertid skævt, fordi han havde stolet på de forkerte mennesker, der fik ham fjernet fra den internationale virksomhed, han selv havde skabt. Ruko blev overtaget af De Forenede Vagtselskaber.
I stedet etablerede han i 1950 møbelfirmaet Reska, og i 1960'erne havde han 300 mand i arbejde fordelt på 4 fabrikker, der fremstillede møbler, hyldesystemer og præfabrikata til bygninger. I 1965 anlagde han sag mod konkurrenter, der angiveligt havde plagieret hans patenter på hyldesystemer. Koreska vandt sagen, hvilket fordoblede hans i forvejen store millionomsætning. Men i 1971 opløste han firmaet, der blev afhændet, hvorefter han trak han sig tilbage. Hans idérigdom var dog ikke udtømt, og efter oliekrisen i starten af 1970'erne indså han behovet for et effektivt varmeisolerende forsatsvindue. I 1977 stiftede han således virksomheden Alu Design.
Han var gift med Elly Koreska (1909-2001), og parret er begravet på Hørsholm Kirkegård.  